# Zachariah Chandler

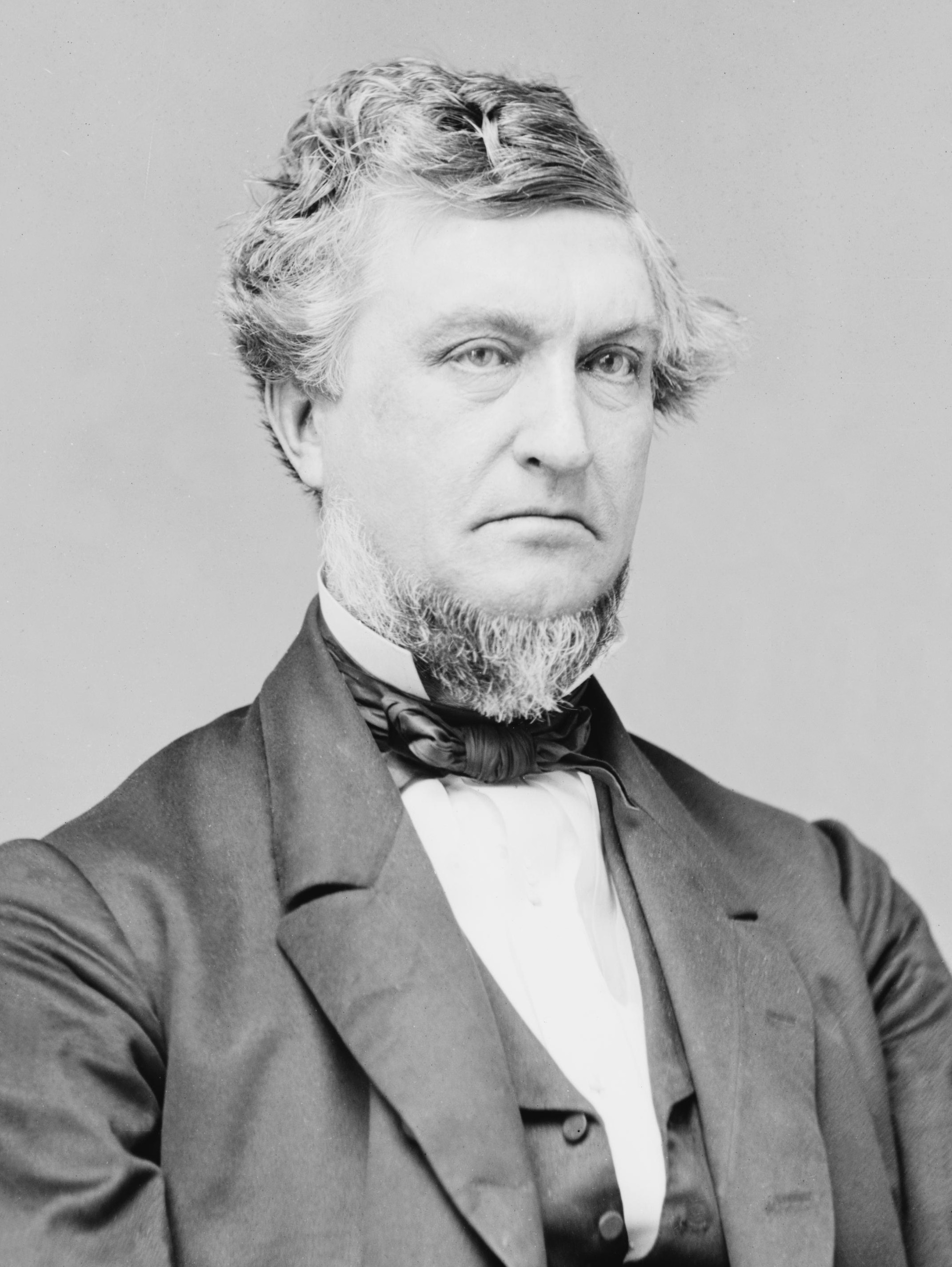
Zachariah Chandler

Zachariah Chandler (* 10. Dezember 1813 in Bedford, Hillsborough County, New Hampshire; † 1. November 1879 in Chicago, Illinois) war ein US-amerikanischer Politiker der Republikanischen Partei, langjähriger zweimaliger US-Senator für Michigan sowie Innenminister.

## Biografie

### Familie, berufliche Laufbahn und Bürgermeister von Detroit
Chandler stammte aus einer politischen einflussreichen Familie aus Neuengland. Sein Onkel Thomas Chandler vertrat einige Jahre die Interessen von New Hampshire im US-Repräsentantenhaus. Sein Großenkel Frederick Hale war ebenfalls US-Senator für Maine, während sein Ururgroßneffe Rod Chandler mehrere Jahre Kongressabgeordneter für Washington war.
Er selbst war nach dem Schulbesuch als Lehrer tätig und begann nach seiner Niederlassung in Detroit 1833 eine Tätigkeit als Kaufmann. Seine politische Laufbahn begann er 1851 mit der Wahl zum Bürgermeister von Detroit. Im darauf folgenden Jahr kandidierte er für die Whig Party für das Amt des Gouverneurs von Michigan, unterlag dabei jedoch dem demokratischen Bewerber Robert McClelland.

### Senator für Michigan
1854 gehörte er zu den Mitorganisatoren der Gründungsversammlung der Republikanischen Partei und wurde 1857 als deren Kandidat erstmals zum US-Senator für Michigan gewählt. Dort war er nach seinen Wiederwahlen 1863 und 1869 vom 4. März 1857 bis zum 3. März 1875 Inhaber des ersten Senatssitzes (Senator Class 1). Während seiner Wahlzeit war er von 1861 bis 1875 Vorsitzender des Senatsausschusses für Handel (Senate Committee on Commerce). Außerdem war er zwischen 1868 und 1876 Vorsitzender Nationalen Exekutivkomitees der Republikaner 1874 verlor er bei den parteiinternen Vorwahlen gegen Isaac P. Christiancy. Wesentlicher Grund war, dass Chandler als Radical Republican einen unnachgiebigen Standpunkt gegenüber den im Sezessionskrieg unterlegenen Südstaaten vertrat. Christiancy zeigte sich in dieser Hinsicht moderater.

### Innenminister

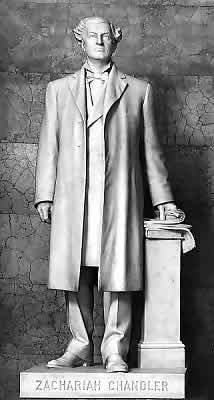
Statue von Zachariah Chandler in der Säulenhalle der National Statuary Hall Collection

Nach seinem Ausscheiden aus dem US-Senat wurde er jedoch von Präsident Ulysses S. Grant am 4. März 1875 zum Innenminister (Secretary of the Interior) in dessen Kabinett ernannt und bekleidete dieses Amt bis zum Ende von Grants Präsidentschaft am 3. März 1877. Darüber hinaus war er von 1876 bis 1879 Vorsitzender des Republican National Committee, dem nationalen Organisationsgremium der Republikanischen Partei.
Nach dem Rücktritt von Isaac P. Christiancy wurde er am 22. Februar 1879 dessen Nachfolger als US-Senator für Michigan. Er starb allerdings bereits wenige Monate nach Beginn seiner erneuten Amtszeit.
2007 wurde aufgrund eines 2000 verabschiedeten Gesetzes des US-Kongresses beschlossen, dass seine 1913 geschaffene Statue in der Säulenhalle der National Statuary Hall Collection durch eine Statue des ehemaligen Präsidenten Gerald Ford ersetzt wird.

## Hintergrundliteratur
- Mary K. George: Zachariah Chandler: A Political Biography. Michigan State University Press, East Lansing 1969.
- W. C. Harris: Public Life of Zachariah Chandler, 1851–1875. Michigan Historical Commission, East Lansing 1917.